# Montecalvo in Foglia
Montecalvo in Foglia település Olaszországban, Marche régióban, Pesaro és Urbino megyében. Lakosainak száma 2714 fő (2023. január 1.). Montecalvo in Foglia Urbino, Tavullia, Vallefoglia és Mondaino községekkel határos.

## Népesség
A település lakossága az elmúlt években az alábbi módon változott:
| Lakosok száma | 2735 | 2750 | 2714 |
|               | 2017 | 2018 | 2023 |